# 坂上田村麻呂
坂上 田村麻呂（さかのうえ の たむらまろ）は、平安時代の公卿、武官。名は田村麿とも書く。
姓は忌寸のち大忌寸、大宿禰。父は左京大夫・坂上苅田麻呂。
官位は大納言正三位兼右近衛大将兵部卿。勲二等。贈従二位。
4代の天皇に仕えて忠臣として名高く、桓武天皇の軍事と造作を支えた一人であり、二度にわたり征夷大将軍を勤めて征夷に功績を残した。
薬子の変では大納言へと昇進して政変を鎮圧するなど活躍。死後は嵯峨天皇の勅命により平安京の東に向かい、立ったまま柩に納めて埋葬され、「王城鎮護」「平安京の守護神」「将軍家の祖神」と称えられて神将や武神、軍神として信仰の対象となる。現在は武芸の神や厄除の大神として親しまれ、後世に多くの田村語り並びに坂上田村麻呂伝説が創出された。
坂家宝剣では坂家。

## 生涯
※日付は和暦による旧暦。西暦表記の部分はユリウス暦とする。

### 出生から征夷大将軍まで

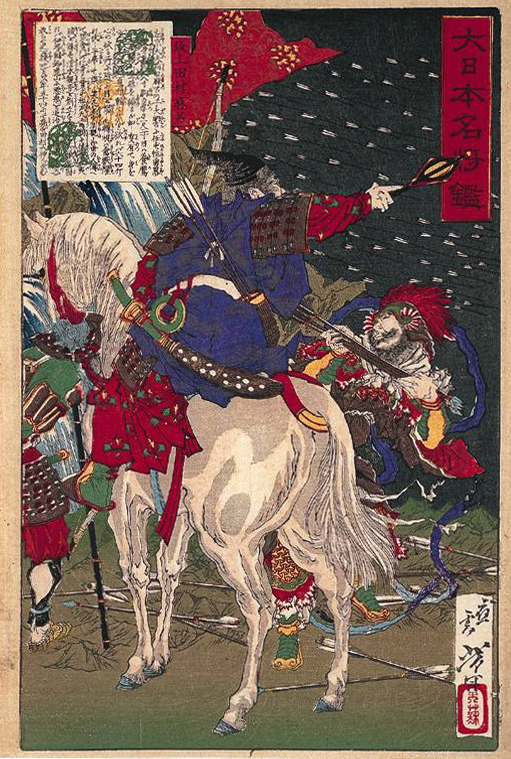
坂上田村麻呂（月岡芳年画）

#### 幼少期
天平宝字2年（758年）、坂上苅田麻呂の次男、または三男として誕生。生年は坂上田村麻呂の薨伝に記録された没年からの逆算。苅田麻呂は31歳、生まれた場所についてはあきらかにされていない（出生節も参照）。
延暦12年2月3日（793年3月19日）に坂上田村麻呂の兄弟である坂上広人が雲飛浄永（畝火清永）とともに高津内親王の外戚として従五位下に昇授されている。外戚とは高津内親王の母である坂上全子を通しての親族の意味で、全子の母の父か兄弟となるため、全子の母は畝火宿禰であり、浄永は母方の伯父か祖父、おそらく祖父（苅田麻呂の妻）に該当するものと推量される。角田文衞は広人、坂上田村麻呂、全子の三人が同母であったならば延暦12年2月3日の宴で坂上田村麻呂が昇授されなかったのは、前年の延暦11年3月14日（792年4月10日）に兄の広人を越えて従五位上に叙されていたからであろうとし、坂上田村麻呂の母が畝火宿禰某女であったことは確証できないが、蓋然性に富んだ推測であると言えようとしている。
田村麻呂の生まれた「坂上忌寸」は、後漢霊帝の曽孫阿智王を祖とする漢系渡来系氏族の東漢氏と同族を称し、代々弓馬や鷹の道を世職として馳射（走る馬からの弓を射ること）などの武芸を得意とする家系として、数朝に渡り宮廷に宿衛して守護したことから武門の誉れ高く天皇の信頼も厚い家柄であった。曽祖父の坂上大国は右衛士大尉として武官にあり、祖父の坂上犬養は少年期から武人の才能を讃えられて聖武天皇から寵愛されると左衛士督に昇り、父の苅田麻呂は武芸によって公卿待遇を与えられた。
しかしながら、この頃の坂上氏は地方的豪族な存在にすぎなかった。そのため大国から苅田麻呂までの3代は氏族の没落を防ぐ試みに全力を尽くし、武人の供給源という特性を坂上氏の特徴にまで育てあげると「将種坂上氏」として武芸絶倫という家風を確立し、坂上田村麻呂とその兄弟は幼少期から武芸を好むよう教育された。
幼少期の田村麻呂については史料こそないものの、宝亀元年（770年）に称徳天皇が崩御して光仁天皇が即位すると、父・苅田麻呂が道鏡の姦計を告げて排斥した功績により同年9月16日（770年10月9日）に陸奥鎮守将軍に叙任されている（宇佐八幡宮神託事件）。宝亀2年閏3月1日（771年4月20日）に佐伯美濃が陸奥守兼鎮守将軍となり、苅田麻呂が安芸守となるまで半年ほどの在職期間ではあったが、その間は鎮守府のある多賀城に赴任していたものと思われる。律令では21歳未満であれば同道出来ることから、13歳前後であった田村麻呂は父とともに、道嶋氏が凋落して桃生城襲撃事件が起こる三十八年騒乱直前の比較的平和な時代の陸奥国で幼少期を過ごしていた可能性もある。
宝亀3年（772年）、大和国高市郡の郡司職に関して、代々郡司職にあった檜前忌寸ではなく、ここ数代は蔵垣忌寸・蚊帳忌寸・文山口忌寸が郡司職に任ぜられていることを父・苅田麻呂が上奏し、今後は譜第である檜前氏を郡司職に任じる旨の勅を得ている。

#### 出仕
坂上田村麻呂が蔭位の制を適用される21歳に達した宝亀9年（778年）に父の苅田麻呂は正四位下であったため、坂上田村麻呂が庶子の場合は従七位上が叙位されるが、次男もしくは三男でも正室の長男であれば嫡子のため正七位下が叙位される。
しかし田村麻呂が嫡子もしくは庶子のどちらであったかを判断する決め手になる史料はない。いずれにせよ宝亀9年に出仕している場合は七位の官人として出発した。
宝亀11年（780年）、坂上田村麻呂は23歳で近衛府の将監として将種を輩出する坂上氏らしく武官からの出仕であった。
天応元年4月3日（781年1月30日）、光仁天皇は山部親王に譲位して桓武天皇が即位した。桓武の生母である高野新笠は武寧王を祖とする百済系渡来系氏族の和氏出身で、帰化人の血を引く桓武の登場によって渡来系氏族は優遇措置がなされることもあった。
延暦元年（782年）閏1月に起きた氷上川継の乱では父・苅田麻呂が事件に連座したとして解官されているが、わずか4ヶ月後には再び右衛士督に復職している。また苅田麻呂は延暦4年（785年）6月に後漢の霊帝の子孫である坂上氏が忌寸の卑姓を帯びていることを理由に宿禰姓を賜りたいと上表し許され、同族11姓16名が忌寸姓から宿禰姓へ改姓、嫡流の坂上氏は大忌寸であったため大宿禰と称した。
延暦4年11月25（785年12月31日）、安殿親王（後の平城天皇）が立太子すると、坂上田村麻呂は28歳で正六位上から従五位下へと昇進した。
外位の五位を通らずに従五位下へと昇進しているため、この頃には坂上氏が地方的豪族から中央貴族へと転身していた証左となる。延暦5年1月7日（786年2月10日）に父・苅田麻呂が薨去すると坂上田村麻呂は一年間喪に服した。
延暦6年（787年）早々に喪があけると近衛将監へと復帰した。3月22日（787年4月14日）に内匠助を兼任、9月17日（787年11月1日）には近衛少将へと進んだ。延暦7年6月26日（788年8月2日）に近衛少将と内匠助のまま越後介を兼任、延暦9年（790年）には越後守へと昇格した。

#### 延暦十三年の征夷
桓武朝第二次蝦夷征討は延暦9年早々から準備がはじまった。
延暦10年1月18日（791年2月25日）に兵士の動員について具体化すると、坂上田村麻呂は百済王俊哲と共に東海道諸国へと派遣され、兵士の簡閲を兼ねて戒具の検査を実施、征討軍の兵力は10万人ほどであった。
7月13日（791年8月17日）に大伴弟麻呂が征東大使に任命されると、田村麻呂は百済王俊哲・多治比浜成・巨勢野足とともに征東副使となった。軍監16人、軍曹58人と伝わるが、軍曹の多さが異例であることから、実戦部隊の指揮官級を多くする配慮とも思える。
実戦経験がないはずの坂上田村麻呂が副使として登用された理由は不明だが、朝廷からみても坂上田村麻呂の戦略家・戦術家としての能力は未知数であったと思われる。
一方、延暦11年の東北地方では1月11日（792年2月7日）に斯波村の夷・胆沢公阿奴志己等が陸奥国府に使者を送り、日頃から王化に帰したいと考えているものの、伊治村の俘等が妨害して王化を叶えられないと申し出たため、物をあたえて放還したと陸奥国司が朝廷に報告している。
これに対して朝廷から陸奥国司への返答は、夷狄は虚言もいい常に帰服と称して利を求めるので、今後は夷の使者がきてもむやみに賜らないことを命じている。これは伊治呰麻呂や伊佐西古のように服従した蝦夷が寝返ることもあり、報告では伊治村の俘とあるため不審から朝廷の言い分としてはもっともであった。
しかし同年7月25日（792年8月17日）の勅では夷・爾散南公阿波蘇が王化を慕って入朝を望んでいることを嘉し、入朝を許して路次の国では軍士300騎をもって送迎、国家の威勢を示したとある。
同年11月3日（792年11月21日）に阿波蘇、宇漢米公隠賀、俘囚・吉弥候部荒嶋が長岡京へと入京して朝堂院で饗応され、阿波蘇と隠賀は爵位第一等を、荒嶋は外従五位下を賜り、今後も忠誠を尽くすようにと天皇が宣命を述べている。1月時点と7月以降では政府の立場が一転しているため、この頃には蝦夷に対する懐柔策も推進していたのではないかと推測できる。
延暦12年2月17日（793年4月2日）、征東使が征夷使へと改称され、2月21日（793年4月6日）には征夷副使の坂上田村麻呂が天皇に辞見をおこなった。
延暦13年2月1日（794年3月6日）、弟麻呂は征討へ出発。3月16日（794年3月21日）には征夷のことが光仁天皇陵と天智天皇陵に報告され、3月17日（794年4月21日）には参議・大中臣諸魚に伊勢神宮に奉幣せしめ征夷を報告している。
同年6月13日（794年7月14日）、『日本紀略』には「副将軍坂上大宿禰田村麿已下蝦夷を征す」と短い記事のみあり、『日本後紀』に存在したはずの延暦13年の蝦夷征討の関係記事は散逸しているため、この戦いの具体的な経過や情況はほとんど不明である。9月28日（794年10月26日）には諸国の神社に奉幣して新京に遷ること、および蝦夷を征すことを祈願しているため、蝦夷征討は継続中であったと考えられる。10月22日（794年11月18日）に長岡京から新京に遷都されると、10月28日（794年11月24日）に新京に到着した報告によると、戦闘終了時に近いとみられる10月下旬時点での官軍側の戦果が「斬首457級、捕虜150人、獲馬85疋、焼落75処」であった。11月8日（794年12月4日）、新京は「平安京」と名付けられる。
延暦14年1月29日（795年2月23日）、弟麻呂は初めて見る平安京に凱旋して天皇に節刀を返上した。同年2月7日（795年3月2日）には征夷の功による叙位が行われたが詳細は伝わらず従四位下に進んだとみられる。2月19日（795年3月14日）に木工頭に任命された。

### 征夷大将軍

#### 延暦二十年の征夷
延暦15年1月25日（796年3月9日）、田村麻呂は陸奥出羽按察使兼陸奥守に任命されると、同年10月27日（796年11月30日）には鎮守将軍も兼ねることになった。延暦16年11月5日（797年11月27日）、桓武天皇より征夷大将軍に任ぜられたことで、東北地方全般の行政を指揮する官職を全て合わせ持った。桓武朝第三次蝦夷征討が実行されたのは3年後の延暦20年（801年）だが、田村麻呂がどのような準備をしていたかなどの記録は『日本後紀』に記載されていたと思われるものの、記載されている部分が欠落している。延暦17年閏5月24日（798年7月12日）に従四位上、延暦18年（799年）5月に近衛権中将になると、延暦19年11月6日（800年11月25日）に諸国に配した夷俘を検校するために派遣されている。この頃には肩書きが「征夷大将軍近衛権中将陸奥出羽按察使従四位上兼行陸奥守鎮守将軍」となっていた。
延暦20年2月14日（801年3月31日）、田村麻呂が44歳のときに征夷大将軍として節刀を賜って平安京より出征する。軍勢は4万、軍監5人、軍曹32人であった。この征討は記録に乏しいが、9月27日（801年11月6日）に「征夷大将軍坂上宿禰田村麿等言ふ。臣聞く、云々、夷賊を討伏す」とのみあり、征討が終了していたことがうかがえる。また「討伏」という表現を用いて蝦夷征討の成功を報じている。
同年10月28日（801年12月7日）に凱旋帰京して節刀を返上すると、11月7日（801年12月15日）に「詔して曰はく。云々。陸奥の国の蝦夷等、代を歴時を渉りて辺境を侵実だし、百姓を殺略す。是を以て従四位坂上田村麿大宿禰等を使はして、伐ち平げ掃き治めしむるに云々」と従三位を叙位された。12月には近衛中将に任命された。

#### 胆沢城造営

胆沢城 政庁地区
政庁前門前から正殿方向を望む

延暦21年1月7日（802年2月12日）、坂上田村麻呂が霊験があったことを奏上した陸奥国の3神に位階が加えられた。
同年1月9日（802年2月14日）、坂上田村麻呂は造陸奥国胆沢城使として胆沢城を造営するために陸奥国へと派遣された。
同年1月11日（802年2月16日）には、諸国等10ヵ国の浪人4000人を陸奥国胆沢城の周辺に移住させることが勅によって命じられている。かつては胆沢城の造営について、大墓公阿弖利爲らを降伏に追い込む契機となった出来事ではないかと指摘されてきた。近年では和平交渉の結果、阿弖利爲らの正式降伏に向けてシナリオが定まり、それにともなって戦闘が全面的に終結したため、本格的な造営工事の着手が可能になったとの見方もされている。
同年1月20日（802年2月25日）に坂上田村麻呂が度者（僧侶）を1人賜っている。理由は不明であるが、『類聚国史』によると坂上田村麻呂を含めた8人が度者1人を一括して賜ったとある。戦乱による彼我の戦没者の冥福を祈るため、蝦夷の教化のためなどの説が推定されている。

#### 大墓公阿弖利爲の降伏

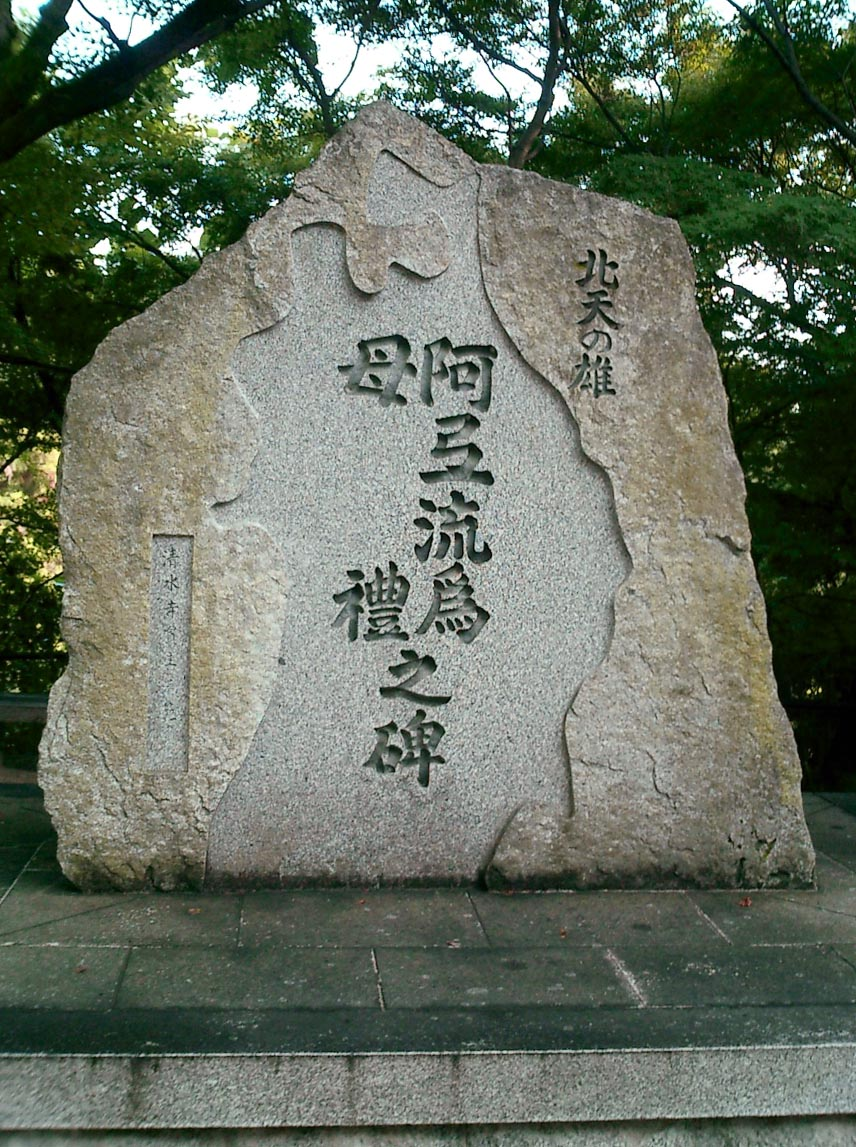
「北天の雄 阿弖流為母禮之碑」
京都市東山区清水寺

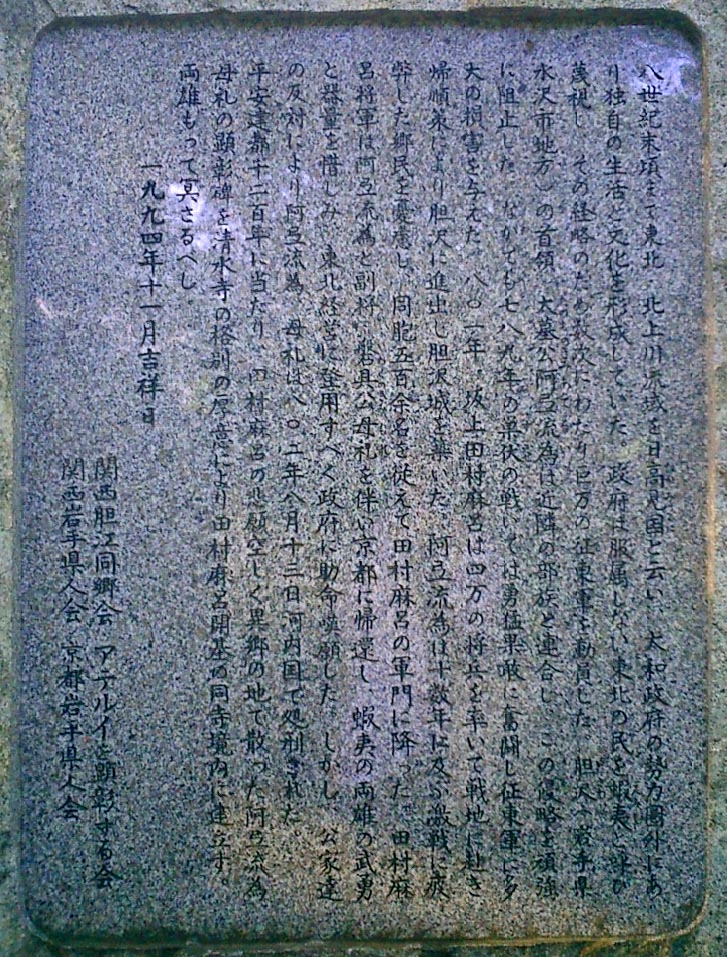
「北天の雄 阿弖流為母禮之碑」裏側

延暦21年4月15日（802年5月19日）、胆沢城造営中に大墓公阿弖利爲と盤具公母禮等が種類500余人を率いて降伏してきたことが坂上田村麻呂から平安京へと報告された。阿弖利爲らの根拠地はすでに征服されており、北方の蝦夷の族長もすでに服属していたため、大墓公阿弖利爲らは進退きわまっていたものと考えられる。また、降伏のさいに古代中国の礼法である「面縛待命」がおこなわれた可能性を説く学者もいるが、史料にはそこまでは書かれておらず、和平交渉が重ねられた末の降伏と見ることも不当ではないため、厳しい礼法が実施されたとは考えがたい。
同年7月10日（802年8月11日）には坂上田村麻呂が付き添い、夷大墓公阿弖利爲と盤具公母禮等が平安京に向かった。『日本紀略』には「田村麿来」とのみあり、阿弖利爲と母禮が「入京」したとは記されていない。また「夷大墓公二人並びに従ふ」とあることから、この時点では捕虜の扱いではなかったとも説かれる。
上記に関連して同年25日（802年8月26日）には平安京で百官が上表を奉って、蝦夷の平定を祝賀している。
同年8月13日（802年9月13日）、陸奥の奥地の賊の首領であることを理由に夷大墓公阿弖利爲と盤具公母禮等の2人が斬られた。『日本紀略』には公卿会議でのやり取りが記されており、2人を斬るときに坂上田村麻呂らが「この度は大墓公阿弖利爲と盤具公母禮の願を聞き入れて胆沢へと帰し、2人の賊類を招いて取り込もうと思います」と申し入れた。しかし公卿は執論して「野蛮で獣の心をもち、約束しても覆してしまう。朝廷の威厳によってようやく捕えた梟帥を、坂上田村麻呂らの主張通り陸奥国の奥地に放ち帰すというのは、いわゆる虎を養って患いを後に残すようなものである」と反対した。公卿の意見が受け容れられたことで、阿弖利爲と母禮が捉えられて河内国□山で斬られた。史料がごくわずかで推測の域をでないが、朝威を重んじて軍事（蝦夷征討）の正当化にこだわった桓武天皇の意思によって阿弖利爲らを斬る決定がされたとの論がある。平安京で公卿会議に参加していることから、坂上田村麻呂は河内国□山に居なかったものと考えられる。
延暦22年3月6日（803年4月1日）、坂上田村麻呂は造志波城使として彩帛50疋、綿300屯を賜って志波城造営のために陸奥国へと派遣された。

#### 参議就任
陸奥国に胆沢城と志波城を築いたこともあり、延暦23年1月19日（804年3月4日）、桓武朝第四次蝦夷征討が計画されると、7ヵ国が糒1万4315斛・米9685斛を陸奥国小田郡中山柵に搬入するよう命じられている。これを受けて田村麻呂が1月28日（804年3月13日）に征夷大将軍に任命され、副将軍には百済教雲・佐伯社屋・道嶋御楯の3名が、そして、軍監8人・軍曹24人が任命されている。
同年5月15日（804年6月25日）、危急に備えて志波城と胆沢郡の間に1駅を、11月7日（804年12月12日）には栗原郡に3駅を置くことなどが決まり、朝廷も蝦夷征討に向けて準備を整えていく。
この頃は平安京にいた坂上田村麻呂は、延暦23年5月に造西寺長官を兼務すると、8月7日（804年9月14日）には桓武天皇の巡幸の際の行宮の地を定める使者として和泉国と摂津国に派遣され、10月8日（804年11月13日）に和泉国藺生野（現在の大阪府岸和田市）にて行われた狩猟に随従して桓武天皇に物を献上すると、綿200斤を賜った。この頃の肩書きは「征夷大将軍従三位行近衛中将兼造西寺長官陸奥出羽按察使陸奥守勲二等」であった。
延暦24年6月23日（805年7月22日）、48歳の時に坂上氏出身者として初めてとなる参議に就任した。同年10月19日（805年11月13日）、清水寺に寺印1面を賜ると、永く坂上氏の私寺とすることを認める太政官符が発符された。11月23日（805年12月17日）には坂本親王の加冠に列席して衣を賜った。

#### 徳政相論
延暦24年12月7日（805年12月31日）、桓武天皇の勅命が中納言・藤原内麻呂に下り、殿中で天下の徳政について相論された。32歳の参議・藤原緒嗣が「方今天下の苦しむ所は、軍事と造作なり。此の両事を停むれば百姓安んぜん」と桓武朝を象徴する軍事と造作、つまり蝦夷征討と造都事業の中止を論じた。反論の内容は伝わっていないものの65歳の参議・菅野真道は「異議を確執して、肯て聴かず」という態度であった。桓武天皇は若い緒嗣の意見を善しとして認めたため、桓武朝による4度目の蝦夷征夷はここに中止となった。
参議となって半年後に起こった徳政相論の席に田村麻呂も参列していたものと考えられるが、桓武天皇が徳政相論で蝦夷征討の中止を決めたことから、田村麻呂は征夷大将軍として桓武朝第四次蝦夷征討での活躍の機会を失い、これより先は陸奥国へと赴くことはなかった。しかし本来は臨時職である征夷大将軍の称号を生涯に渡って身に帯び続けた。

#### 平城天皇の即位
延暦25年3月17日（806年4月9日）、桓武天皇が崩御すると、同日中に皇太子・安殿親王（平城天皇）の践祚が即位に先立って執り行われた。田村麻呂は春宮大夫・藤原葛野麻呂と共に身を伏したまま哀慟して自ら立つこともままならない安殿親王を抱きかかえて殿を下り、ただちに皇太子に玉璽（御璽）と宝剣（天叢雲剣）を奉っている。4月1日（806年4月22日）に中納言・藤原雄友に従って桓武天皇への誄辞を奉った。
この間、坂上田村麻呂は4月18日（806年5月9日）に中納言、4月21日（806年5月12日）に中衛大将と立て続けて要職を兼ねることとなった。
5月18日（806年6月8日）に即位の儀が執り行われると、元号が延暦から大同に改元された。平城天皇の治世は中央政府の機構整理や官吏の給与など縮小政策を行っていく。
10月12日（806年11月25日）付けで発布された太政官符に申請者として「中納言征夷大将軍従三位兼行中衛大将陸奥出羽按察使陸奥守勲二等」の肩書きで名前を連ねている。これは陸奥国・出羽国の郡司・軍毅など、定員以外にも有能・勇敢な人物であれば任命することで辺境の防備体制を固めたいというものであった。この施策は擬任郡司・軍毅と呼ばれ、一人でも多くの現地の有力者に官職を与えることで名誉欲を満足させ、同時に辺境の安定に役立たせようとの狙いであった。これが坂上田村麻呂にとって最後の東北政策と考えられている。
大同2年4月12日（807年5月22日）、中衛府が右近衛府へと改称されたことに伴って中衛大将から右近衛大将となる。8月14日（807年9月19日）には侍従も兼任するが、中納言従三位の田村麻呂が侍従に任じられたことは、平城天皇からの信任が厚かったことの証左である。
その直後となる10月に伊予親王の変が起こっている。この政変では11月12日（807年12月14日）に藤原吉子・伊予親王母子がそろって毒を飲んで心中した。平城天皇の侍従であった田村麻呂がどのような対処をしたかはわかっていない。
11月16日（807年12月18日）に兵部卿も兼任し、大同4年3月30日（809年5月17日）には父・苅田麻呂を超える正三位となった。

### 大納言として

#### 平城太上天皇の変（薬子の変）
大同4年4月1日（809年5月18日）、平城天皇は健康上の理由で皇位を皇太弟・神野親王へと譲位した。皇太子には平城天皇の第三皇子・高岳親王が立てられた。平城天皇の寵愛を受けていた藤原薬子と兄・藤原仲成は譲位に反対するものの、4月13日（809年5月30日）に神野親王が嵯峨天皇として即位する。
譲位後に健康を回復させた平城上皇は、大同4年11月、仲成に命じて平城京を修理させると、12月4日(810年1月12日)には平城京へと移り住んだ。
嵯峨天皇は大同5年（810年）3月に蔵人所を設置し、6月には平城天皇の治世で設置された観察使の制度を廃止する。これに怒った平城上皇を薬子と仲成が助長して「二所朝廷」といわれる事態になる。大同5年9月6日（810年10月7日）、平城上皇により平安京を廃して平城京へ遷都する詔勅を発せられたことで平城太上天皇の変（薬子の変）が始まる。平城京遷都の詔勅にひとまず従った嵯峨天皇は、坂上田村麻呂・藤原冬嗣・紀田上らを平城京造宮使に任命する。
しかし9月10日（810年10月11日）、嵯峨天皇は平城京遷都の拒否を決断して、固関使を伊勢国・近江国・美濃国の国府と関に派遣、同時に仲成を捕らえて右兵衛府に禁固し、佐渡権守に左遷、薬子は尚侍正三位を剥奪して宮中から追放という詔を発した。『公卿補任』によるとこの日に田村麻呂は大納言に昇進しており、子の坂上広野も近江国の関を封鎖するために派遣されている。
嵯峨天皇側の動きを知った平城上皇は激怒して9月11日（810年10月12日）早朝、挙兵することを決断し、薬子と共に輿に乗って平城京を発し、東国へと向かった。嵯峨天皇は田村麻呂を派遣。美濃道より上皇を迎え撃つにあたり、上皇側と疑われ左衛士府に禁固されていた文室綿麻呂の同行を願い出て、嵯峨天皇は綿麻呂を正四位上参議に任命した上で許可している。平城京から出発した平城上皇は東国に出て兵を募る予定だったが、田村麻呂が宇治・山崎両橋と淀市の津に兵を配したこの夜、右兵衛府で仲成が射殺された。
嵯峨天皇側の迅速な対応により上皇が9月12日（810年10月13日）に大和国添上郡越田村にさしかかったとき、田村麻呂が指揮する兵が上皇の行く手を遮った。進路を遮られたことを知り、平城上皇は平城京へと戻って剃髪して出家し、薬子は毒を仰いで自殺したことにより対立は天皇の勝利に終わった。この事件の時に空海が鎮護国家と田村麻呂の勝利を祈祷している。

#### 晩年
弘仁2年1月17日（811年2月13日）、嵯峨天皇が豊楽院で射礼を観覧した際、行事の終了後に諸親王や群臣に対して弓を射させたが、12歳の葛井親王（平城上皇と嵯峨天皇の異母弟で桓武天皇と田村麻呂の娘・春子所生の皇子）にも戯れに射させたところ、百発百中であった。行事に居合わせた外祖父の田村麻呂は、驚き騒ぎ喜び勇んで葛井親王を抱いて立ち上がって舞った。田村麻呂は天皇の前に進み出て、かつて自分は10万の兵を率いて東夷を征討した際、朝廷の威光を頼りに向かうところ敵なしであったものの、今思うに計略や兵術について究めていない点が多数あったが、葛井親王は幼いながら武芸がすばらしく私の及ぶところではないと言った。嵯峨天皇は大いに笑って、それは褒め過ぎであると返したという。
豊楽院での射礼から3日後の1月20日（811年2月16日）には、中納言・藤原葛野麻呂や参議・菅野真道らと共に、前年の暮より入京していた渤海国の使者を朝集院に招いて饗応する任に当たっている。田村麻呂生前の公的記録としてこれが現存する最後の資料のものとされる。
同年5月23日（811年6月17日）、平安京郊外粟田（現在の京都市左京区）の別宅で病の身を臥せていたが、54歳で生涯を閉じた。
嵯峨天皇は田村麻呂の死を悼み「事を視ざること一日」と喪に服し、この日は政務をとらず田村麻呂の業績をたたえる一篇の漢詩を作った。田村麻呂が薨去したその日のうちに遺族に対して嵯峨天皇より、娘・春子が葛井親王の生母であることも考慮された上で絁69疋・調布101段・商布490段・米76斛・役夫200人（左右京各50人、山城国愛宕郡100人）と、御賜品を通例より加増されて賜っている。

#### 死後と神格化
弘仁2年5月27日（811年6月21日）に大舎人頭・藤原縵麻呂と治部少輔・秋篠全継が田村麻呂宅に派遣され、天皇の宣命を代読して大納言・田村麻呂に従二位が贈られた。葬儀が同日に営まれ、山城国宇治郡来栖村水陸田三町を墓地として賜わって、遺体は甲冑・兵仗・釼・鉾・弓箭・糒・塩を調へ備へて、合葬せしめ、城の東に向け窆を立つように埋葬された。もし国家に非常時があれば田村麻呂の塚墓はあたかも鼓を打ち、あるいは雷電が鳴る。以後、将軍の職に就いて出征する時はまず田村麻呂の墓に詣でて誓い、加護を祈るとされた。現在、京都市山科区の西野山古墓が田村麻呂の墓所として推定されている。
弘仁3年（812年）正月、嵯峨天皇の勅令によって、鈴鹿峠の二子の峰に田村麻呂を祀る祭壇が設けられた。弘仁13年4月8日（822年5月2日）には土山の倭姫命を祀る高座大明神の傍らにも田村麻呂を祀る一社を建て、併せて高座田村大明神（現在の田村神社）と称した。
『公卿補任』に「毘沙門天の化身、来りてわが国を護ると云々」と記され、生前から毘沙門天の化身として評価されたことから伝説上の人物・坂上田村麻呂として語り継がれていく。

## 年表
| 和暦     | 西暦  | 日付 （旧暦） | 年齢 | 事柄                                                                                       | 出典     |
| -------- | ----- | ------------- | ---- | ------------------------------------------------------------------------------------------ | -------- |
| 宝亀11年 | 780年 |               | 23歳 | 近衛将監になった。                                                                         |          |
| 延暦4年  | 785年 | 11月25日      | 28歳 | 正六位上から従五位下に進んだ。                                                             |          |
| 延暦6年  | 787年 | 3月22日       | 30歳 | 内匠助を兼ねた。                                                                           |          |
| 延暦6年  | 787年 | 9月17日       | 30歳 | 近衛少将になった。                                                                         |          |
| 延暦7年  | 788年 | 6月26日       | 31歳 | 越後介を兼ねた。                                                                           |          |
| 延暦9年  | 790年 | 3月10日       | 33歳 | 越後守を兼ねた。                                                                           |          |
| 延暦10年 | 791年 | 1月18日       | 34歳 | 軍士と兵器の点検のため東海道に遣わされた。                                                 |          |
| 延暦10年 | 791年 | 7月13日       | 34歳 | 征東副使になった。                                                                         |          |
| 延暦11年 | 792年 | 3月14日       | 35歳 | 従五位上に進んだ。                                                                         |          |
| 延暦12年 | 793年 | 2月17日       | 35歳 | 征東副使が征夷副使に改称になった。                                                         |          |
| 延暦12年 | 793年 | 2月21日       | 36歳 | 辞見した。                                                                                 |          |
| 延暦13年 | 794年 | 6月13日       | 37歳 | 坂上田村麻呂以下が蝦夷を征した。                                                           |          |
| 延暦13年 | 794年 | 10月28日      | 37歳 | 大伴弟麻呂が戦勝を報告した。                                                               |          |
| 延暦14年 | 795年 | 2月7日        | 38歳 | 従四位下に進んだ。                                                                         |          |
| 延暦14年 | 795年 | 2月19日       | 38歳 | 木工頭を兼ねた。                                                                           |          |
| 延暦15年 | 796年 | 1月25日       | 39歳 | 陸奥出羽按察使、陸奥守を兼ねた。                                                           |          |
| 延暦15年 | 796年 | 10月27日      | 39歳 | 鎮守将軍を兼ねた。                                                                         |          |
| 延暦16年 | 797年 | 11月5日       | 40歳 | 征夷大将軍になった。                                                                       |          |
| 延暦17年 | 798年 | 閏5月24日     | 41歳 | 従四位上に進んだ。                                                                         |          |
| 延暦17年 | 798年 | 7月2日        | 41歳 | 清水寺を建立した。                                                                         |          |
| 延暦18年 | 799年 | 5月           | 42歳 | 近衛権中将になった。                                                                       |          |
| 延暦19年 | 800年 | 11月6日       | 43歳 | 諸国に移配する夷俘を検校した。                                                             |          |
| 延暦20年 | 801年 | 2月14日       | 44歳 | 節刀を受けた。                                                                             |          |
| 延暦20年 | 801年 | 9月27日       | 44歳 | 蝦夷の討伏を報告した。                                                                     |          |
| 延暦20年 | 801年 | 10月28日      | 44歳 | 帰京して節刀を返した。                                                                     |          |
| 延暦20年 | 801年 | 11月7日       | 44歳 | 従三位に進んだ。                                                                           |          |
| 延暦20年 | 801年 | 12月          | 44歳 | 近衛中将になった。                                                                         |          |
| 延暦21年 | 802年 | 1月9日        | 45歳 | 造陸奥国胆沢城使として遣わされた。                                                         |          |
| 延暦21年 | 802年 | 1月20日       | 45歳 | 度者一人を賜った。                                                                         |          |
| 延暦21年 | 802年 | 4月15日       | 45歳 | 阿弖利為と母礼等500余人の降伏を容れた。                                                    | 日本紀略 |
| 延暦21年 | 802年 | 7月10日       | 45歳 | 阿弖利為と母礼を伴い平安京付近に至った                                                     | 日本紀略 |
| 延暦22年 | 803年 | 3月6日        | 46歳 | 造志波城使として辞見した。                                                                 |          |
| 延暦22年 | 803年 | 7月15日       | 46歳 | 刑部卿になった。                                                                           |          |
| 延暦23年 | 804年 | 1月28日       | 47歳 | 再び征夷大将軍になった。                                                                   |          |
| 延暦23年 | 804年 | 5月           | 47歳 | 造西寺長官を兼ねた。                                                                       |          |
| 延暦23年 | 804年 | 8月7日        | 47歳 | 和泉国と摂津国に行宮地を定めるため三島名継とともに遣わされた。                             |          |
| 延暦23年 | 804年 | 10月8日       | 47歳 | 藺生野の猟に従い、物を献じて綿二百斤を賜った。                                             |          |
| 延暦24年 | 805年 | 6月23日       | 48歳 | 参議になった。                                                                             |          |
| 延暦24年 | 805年 | 10月19日      | 48歳 | 清水寺の地を賜った。                                                                       |          |
| 延暦24年 | 805年 | 11月23日      | 48歳 | 坂本親王の加冠に列席し衣を賜った。                                                         |          |
| 大同元年 | 806年 | 3月17日       | 49歳 | 皇太子が桓武天皇の崩御を悲しんで起きなかったので、田村麻呂と藤原葛野麻呂が支えて下がった。 |          |
| 大同元年 | 806年 | 4月1日        | 49歳 | 藤原雄友に従い誄を奉った。                                                                 |          |
| 大同元年 | 806年 | 4月18日       | 49歳 | 中納言になった。                                                                           |          |
| 大同元年 | 806年 | 4月21日       | 49歳 | 中衛大将を兼ねた。                                                                         |          |
| 大同元年 | 806年 | 10月12日      | 49歳 | 陸奥・出羽に擬任郡司と擬任軍毅を任ずることを願い、認められた。                             |          |
| 大同2年  | 807年 | 4月22日       | 50歳 | 右近衛大将になった。                                                                       |          |
| 大同2年  | 807年 | 8月14日       | 50歳 | 侍従を兼ねた。                                                                             |          |
| 大同2年  | 807年 | 11月16日      | 50歳 | 兵部卿を兼ねた。                                                                           |          |
| 大同4年  | 809年 | 3月30日       | 52歳 | 正三位になった。                                                                           |          |
| 弘仁元年 | 810年 | 9月6日        | 53歳 | 平城京の造京使になった。                                                                   |          |
| 弘仁元年 | 810年 | 9月10日       | 53歳 | 大納言になった。                                                                           |          |
| 弘仁元年 | 810年 | 9月11日       | 53歳 | 薬子の変の鎮圧に出撃した。翌日、上皇の東国行きが阻まれ、変は終わった。                     |          |
| 弘仁元年 | 810年 | 10月5日       | 53歳 | 清水寺に印を賜った。                                                                       |          |
| 弘仁2年  | 811年 | 1月17日       | 54歳 | 孫の葛井親王の射芸を喜んだ。                                                               |          |
| 弘仁2年  | 811年 | 1月20日       | 54歳 | 渤海の使者を朝集院で饗した。                                                               |          |
| 弘仁2年  | 811年 | 5月23日       | 54歳 | 山城国の粟田の別宅で亡くなる。                                                             |          |
| 弘仁2年  | 811年 | 5月27日       |      | 山城国宇治郡七条咋田西里栗栖村に葬られた。従二位を贈られた。                               |          |
| 弘仁2年  | 811年 | 10月17日      |      | 墓地として3町を賜った。                                                                    |          |

## 人物・逸話

### 出生
田村麻呂生誕の地については現在まであきらかにされていない。
高橋崇は、大伴宿奈麻呂が田村の里に住んだことから娘が田村大嬢と呼ばれたことを例に挙げ、もし田村麻呂も地名に由来する命名であれば「平城京田村里」（奈良市尼辻町付近）が有力な候補地であろうと推測している。俗説として陸奥国田村庄で誕生したという坂上田村麻呂奥州誕生説や、蝦夷出身であったとする坂上田村麻呂夷人説がある。
1910年代にはカナダの人類学者アレクサンダー・フランシス・チェンバレンなどが田村麻呂が黒人であるという記述を行い、カナダやアメリカの黒人コミュニティの間の一部では現在も広まっている（坂上田村麻呂黒人説）。

### 人物
古代の人物のため史料は無いに等しいが『田邑麻呂傳記』や「田村麻呂薨伝」（『日本後紀』）に僅かながらも残されている。
- 「大将軍は身の丈5尺8寸（約176cm）、胸の厚さ1尺2寸（約36cm）。向かいに立つと仰け反って視え、背後からみると屈んでいるように視える」と堂々たる容姿であった。容貌は「目は鷹の蒼い眸のように鋭く、鬢は黄金の糸を紡いだように光っている。重い時は201斤（約120kg）、軽いときには64斤（約38kg）のように行動は機敏であり、立ち振舞いは理にかなう。怒って眼をめぐらせば猛獣も忽ち死ぬほどだが、笑って眉を緩めれば稚児もすぐ懐に入るようであった」という。
- 器量についても「真心は面に顕われ、桃花は春ならずして常に紅い。生まれながらに勁節（強い意思）を持ち、松の色は冬を送りてただ翠なり」と誠実さや高潔な品性を称えられ、「策は本陣でめぐらせ、勝ちを決するのは千里の外であった。華夏に学門を学び、張将軍（張良）のように武略があり、蕭相国（蕭何）のように奇謀があった」と田村麻呂の武芸にも賛辞が贈られている。

### 信仰
田村麻呂は「清水の舞台」で有名な京都府京都市東山区にある清水寺を建立した事でも有名である。建立の由来を述べる縁起類にも異本が多くあり、内容は必ずしも同一ではない。建立の時期について宝亀11年（780年）とするもの、延暦17年（798年）とするものに大別される。
清水寺の創建については、『群書類従』所収の藤原明衡撰の『清水寺縁起』、永正17年（1520年）制作の『清水寺縁起絵巻』（東京国立博物館蔵）に見えるほか、『今昔物語集』、『扶桑略記』の延暦17年（798年）記などにも清水寺草創伝承が載せられている。
清水寺は、子嶋寺二世延鎮と田村麻呂により子嶋寺の支坊として開かれた。
延暦24年（805年）には太政官符により田村麻呂が寺地を賜り、弘仁元年（810年）には嵯峨天皇宸筆の勅許を得て寺印一面を賜って公認の寺院となり、「北観音寺」の寺号を賜ったとされる。
また、北観音寺に対して子嶋寺は「南観音寺」とも呼ばれた。

### 征夷大将軍
延暦16年、延暦23年と生涯で2度の征夷大将軍に任命されている。2度目は還任するものの、藤原緒嗣の議により「軍事と造作」が停止されたため出征していないにもかかわらず、その後も本来は臨時の官職である征夷大将軍であり続けたと思われる。高橋崇は、征夷使・大伴弟麻呂の肩書として文献にあらわれた順に征夷大使・征東大使・征夷大将軍・征夷将軍など一定しておらず、対して田村麻呂は征夷大将軍で一貫して記されていることから「田村麻呂に征夷大将軍の初例を求めても誤りとはいえないであろう」としている。
『三槐荒涼抜書要』所収の『山槐記』建久3年（1192年）7月9日条および12日条によると、「大将軍」を望んだ源頼朝に対して、それを受けた朝廷で「惣官」「征東大将軍」「征夷大将軍」「上将軍」の四つの候補が提案されて検討された結果、平宗盛の任官した「惣官」や源義仲の任官した「征東大将軍」は凶例であるとして斥けられ、また「上将軍」も日本では先例がないとして、田村麻呂の任官した「征夷大将軍」が吉例として選ばれたという。

### 平安京の守護神
田村麻呂の埋葬法は、死後も平安京と天皇を守護してくれるようにとの嵯峨天皇の願いが込められた措置であったとみられる。
嵯峨天皇作とされる『田邑傳記』には、田村麻呂の墓は「その後、もし国家に非常時有れば、則ち件の塚墓は苑も鼓を打つが如く、或いは雷電の如し。爾来、将軍の号を蒙りて凶徒に向う時は先ずこの墓に詣で、誓い祈る」とあり、国家非常のさいには田村麻呂の霊が警告を発し、国家に反逆する者を討つべく派遣される者は田村麻呂の加護を祈ったという。また田村麻呂の死を惜しんだ嵯峨天皇は田村麻呂の遺品の佩刀の中から1振りを選び、その刀を朝廷守護の宝剣として御府に納め、坂家宝剣は歴代天皇に相伝された。
このように王城の基礎を築いた田村麻呂を「王城鎮護」や「平安京の守護神」とする思いが京都を中心にして早くから芽生えていた。
『平家物語』には、将軍塚（青蓮院門跡飛び地境内）は延暦13年2月に平安遷都のおり、末代まで王城を守護せよとの祈りをこめて、東山の頂きに8尺の武装した土偶を埋めた塚であり、王城に変事があれば動揺するとある。田村麻呂の墓にまつわる伝説と共通する点があるため同一視されることがあるが、本来は別なものである。

### 北天の化現
田村麻呂は十一面千手観世音菩薩を信仰していたが、『公卿補任』に「毘沙門の化身、来りて我が国を護ると云々」とあることから、生前にはすでに北方鎮護の仏・毘沙門天の生まれ変わりであるとの評判が立っていた。胆沢城の北方鎮護として建立された陸奥国極楽寺（現在の国見山廃寺跡）は、天安元年（857年）に定額寺（準官寺）となった。
また胆沢城が後三年の役まで鎮守府として機能していたことから、胆沢周辺では『公卿補任』で毘沙門の化身とされた田村麻呂の評価が移入しやすい環境にあり、極楽寺毘沙門堂では「坂上田村麻呂が異敵降伏のために兜跋毘沙門天像、100体の毘沙門天像、四天王像を祀ったのが始まりである」との縁起が創出された。
極楽寺が最盛期を迎えた10世紀から11世紀にかけて北上川流域では田村麻呂と結びつけられた毘沙門天信仰（毘沙門堂）が広まり、北上地域では成島毘沙門堂、立花毘沙門堂、藤里毘沙門堂などの毘沙門堂が次々と創出された。
成島の兜跋毘沙門天像は10世紀前半、藤里の毘沙門天像は11世紀の像顕と推定され、奥六郡之司・安倍氏が全盛期を迎えた時期に一致する。成島寺の十一面観音像の胎内銘には「縁女伴氏・坂上最延・承得2年（1098年）2月10日像顕」とあり、後三年の役が終結してからも田村麻呂や坂上氏の末裔もしくは類縁関係のある人物が東北地方で活動していたことを示している。
11世紀後期頃に成立したとみられる軍記物語『陸奥話記』は、田村麻呂と結びつけられた毘沙門天信仰が広まっていく頃の陸奥国奥六郡が舞台となった前九年の役の顛末が描かれ、末尾に「我が朝、上古に屢々大軍を発し、国用多く費すと雖も、戎大敗無し。坂面伝母礼麻呂請降、普く六郡の諸戎を服し、独り万代の嘉名を施す。即ち是れ北天の化現にして、希代の名将なり」と前九年の役での源頼義の活躍や功績を、北天の化現（毘沙門の化身）である田村麻呂と同列に置くことで頼義を称賛する意図がみられる。
天治3年（1126年）の「関山中尊寺金銀泥行交一切経蔵別当職事」に「藤原清衡朝臣・俊慶・金清廉・坂上季隆」とあり、奥州藤原氏政庁の一員として坂上姓を名乗る人物がいたことが確認されている。毘沙門天信仰が奥州藤原氏の政庁・平泉館のある平泉に広まると「大将軍（坂上田村麿公）は神であり、その本地垂迹を毘沙門様と見倣す田村信仰発祥の霊場」を称する達谷窟毘沙門堂（別當達谷西光寺）の伝承創出に影響を与え、奥州藤原氏によって栄華を極めた時代の平泉で田村麻呂に悪路王伝説が付会されたことで『吾妻鏡』に記録された。

### 刀剣
御剣「坂家宝剣」、大刀「騒速」、大刀「黒漆剣」など様々な刀剣を常に佩刀していたという。
坂家宝剣は田村麻呂から伝わる朝廷守護の宝剣として皇位継承の印と考えられていたことから、鎌倉時代には後深草天皇と亀山天皇はそれぞれ次代の治天となることを望んで争っていたが、後嵯峨天皇から亀山に継承され、この措置に大宮院も関与していたことから後深草の不満は「女院のうらめしき御事」と収まらず、これを知った執権・北条時宗は後深草に同情したため、後に鎌倉幕府の介入を招くことになる。
騒速は兵庫県加東市にある播州清水寺に伝わる宝刀で、寺伝では、同寺に深く帰依していた田村麻呂の佩刀とその副剣とされているが、3口のうち田村麻呂の佩刀と副剣の内訳が不明である。3口は直刀から湾刀に至る変遷過程にあり、ごくわずかに反りを伴うことから、日本刀が出現する直前期の姿を留める伝世品として他に例がないため、きわめて貴重な作例である。兵仗の大刀と考えられ、騒速には古くから鈴鹿山の大嶽丸や陸奥の高麿を討伐したというソハヤノツルギの逸話が仮託されていた。

## 後世の評価
平安時代を通じて優れた武人として尊崇され、後代に様々な伝説を生み、学問の菅原道真と武芸の坂上田村麻呂は文武のシンボル的存在とされた。
- 『凌雲集』に小野岑守の「右衛大将軍故坂上宿禰を傷む御製に和し奉る」漢詩一首が収められている[80]。
- 中世文学のなかで藤原利仁・藤原保昌・源頼光とともに中世の伝説的な武人4人組の1人と紹介された[81]。
- 弘治3年（1557年）、上杉謙信は田村麻呂の名に触れつつ小菅山に戦勝祈願の願文を奉納している。
- 第一高等学校（現在の東京大学教養学部および、千葉大学医学部、同薬学部の前身）では生徒訓育を目的として、倫理講堂正面に文人の代表として道真の、武人の代表として田村麻呂の肖像画が掲げられていた[82]。
- 明治20年（1887年）7月29日に松方正義大蔵大臣から伊藤博文総理大臣に閣議請議の公文書が提出され、同年9月19日に「大蔵大臣請議兌換銀券物描出ノ件」が裁可されたことで改造兌換銀券として200円紙幣、100円紙幣、50円紙幣、20円紙幣、10円紙幣、5円紙幣、1円紙幣の7券種を発行する予定であったことから、肖像として日本武尊、武内宿禰、藤原鎌足、聖徳太子、和気清麻呂、坂上田村麻呂、菅原道真の7人が選定、天皇の象徴としての「菊章」を描くこととされた[83]。乙5円券の代わりの新しい5円券として田村麻呂が肖像に内定すると、磯部忠一工芸官によって描かれることになり、大正4年（1915年）1月にはデザイン案のコンテ画が完成したが、丙5円券への田村麻呂の肖像図柄の採用が突然中止となり、代わりに武内宿禰の肖像を用いることとなった[84]。その理由は不明であるが、当時一般に噂されていたこととして、武人として皇室に対して大きな貢献をしたことは事実であるが、田村麻呂が帰化人の一族であったからという説が強い[84]。その後は田村麻呂の肖像が候補に挙がることはなく、明治20年に決定された7人の紙幣候補者で唯一、紙幣や銀行券に登場せず、戦後にGHQによる肖像追放の命令を迎えた[84]。

## 家系
父は坂上苅田麻呂、母は不明。田村麻呂登場以前は地方豪族や下級官人であった。
妻は三善高子（三善清継の娘）。子は大野、広野、浄野、正野、広雄、高道、春子などがいた。家督は大野が継いだものの早世したことから広野が継ぐも、広野も早世し、浄野が跡を継いでいる。田村麻呂流の中でも大野系、広野系、浄野系の三系統を「坂上本家」という。滋野、継野、継雄、高雄、高岡は『坂上氏系図』にのみ見え、地方に住んで後世の武士のような字（滋野の「安達五郎」など）を名乗って地方に土着していることから、後世に付け加えられた可能性がある。子孫も武門の家として陸奥守や陸奥介、鎮守府将軍や鎮守府副将軍など、陸奥国の高官が多く輩出されている。また清水寺別当、右兵衛督、大和守、明法博士、左衛門大尉、検非違使大尉等を世襲した。
『続群書類従』坂上系図によると、陸奥権少掾・坂上頼遠は藤原秀郷の孫・藤原千清の養子になったという。
陸奥国の田村郡は、田村麻呂を祖とする田村氏が領してきたとされる。しかし宇都宮仕置によって改易され、一時廃絶した。江戸時代、田村清顕の娘で伊達政宗の妻愛姫の遺言により、伊達忠宗の三男宗良が田村宗良を名乗って再興された。田村氏は幕末まで一関藩を領し、明治以後は華族令によって子爵に列せられた。
和歌・文学研究・法学研究でも名高く、三十六歌仙の一人坂上是則、「梨壺の五人」の一人坂上望城、『法曹至要抄』の主著者坂上明兼などがいる。
源満仲から摂津介に任じられた坂上頼次を初代山本荘司とする山本坂上氏からは戦国武将の坂上頼泰や、今出川家諸大夫山本家（町口家）を輩出している。
4男の正野から5世孫の正任は、河内国から摂津国豊島郡に移住して領主となった。しかし正任を祖とする池田坂上氏は、南北朝時代になると生地氏とともに南朝方にくみしたため没落した。
娘の春子は桓武天皇の妃で葛井親王を産み、血筋は清和源氏とその分流へ受け継がれている。

## 系譜
- 父：坂上苅田麻呂 - 従三位左京大夫勲二等
- 母：不詳
- 生母不明の兄弟姉妹
  - 兄弟：坂上石津麻呂 - 従五位下陸奥守[88]
  - 兄弟：坂上広人 - 従五位下甲斐守[88]
  - 兄弟：坂上鷹主 - 従四位下武蔵守[88]
  - 兄弟：坂上直弓 - 従五位下和泉守[88]
  - 兄弟：坂上鷹養 - 従四位下大和守[88]
  - 兄弟：坂上雄弓 - 村山四郎を名乗る[88]
  - 姉妹：坂上又子 - 桓武天皇後宮夫人[88]
  - 姉妹：坂上登子 - 藤原内麻呂室[88]
- 妻：三善高子 - 三善清継の娘[58]
- 生母不明の子女
  - 男子：坂上大野 - 従五位下陸奥権介[58]
  - 男子：坂上広野 - 従四位下右兵衛督勲七等[58]
  - 男子：坂上浄野 - 正四位下右兵衛督[58]
  - 男子：坂上正野 - 従四位下右兵衛督蔵人治部大輔典楽頭清水寺別当[58]
  - 男子：坂上滋野 - 安達五郎を名乗る[58]
  - 男子：坂上継野 - 大舎人正六位上[58]
  - 男子：坂上継雄 - 武射七朗を名乗る[58]
  - 男子：坂上広雄 - 従五位下右近将監[58]
  - 男子：坂上高雄 - 匝瑳九郎を名乗る[58]
  - 男子：坂上高岡 - 沼垂二郎を名乗る[58]
  - 男子：坂上高道 - 従五位上大和介鎮守将軍[58]
  - 女子：坂上春子 - 桓武天皇妃、葛井親王母[58]
  - 女子：藤原有方母 - 藤原三守室[58]

弘仁元年11月23日（ユリウス暦810年12月23日）に橘嘉智子・多治比高子・藤原緒夏とともに叙位を受けた坂上御井子は嵯峨天皇の后妃と考えられる。宝賀寿男は御井子について、坂上氏の系図には見えないが、田村麻呂には2人の女子があることが『百家系図稿』所収系図にみえ、六国史の記事から御井子を田村麻呂の子ではないかと推測している。田村麻呂の娘、春子と桓武天皇の間に生まれた葛井親王の子孫が清和源氏、藤原氏、桓武平氏と血をつなぎ平滋子が後白河天皇の間に高倉天皇を生み、現在の皇統にまでつながっている。
坂上田村麻呂‐桓武天皇の妃春子‐葛井親王‐棟貞王‐清和天皇の更衣‐貞純親王‐源経基‐満仲‐頼光‐頼国‐藤原為房の妻‐藤原顕隆‐顕頼‐平時信の妻‐平滋子（後白河天皇の妃）‐高倉天皇…天皇陛下

## 墓所・霊廟・寺社

### 墓所・霊廟
京都市山科区にある「西野山古墓」は、昭和48年（1973年）に地元の歴史考古学研究家である鳥居治夫が、条里制の復元研究結果にもとづき同墓が坂上田村麻呂の墓である可能性を指摘した。平成19年（2007年）、京都大学大学院文学研究科教授の吉川真司が清水寺縁起の弘仁2年（811年）10月17日付の太政官符表題の記述と当時の地図（条里図）を基にした山城国宇治郡山科郷古図（東京大学蔵）とを照合することで坂上田村麻呂墓説を裏付けた。また山科西野山古墳出土品のうち革帯飾石は三位以上および四位参議が用いた白玉の可能性が高く、鉄鏃の出土は弓矢の副葬を意味している。また瓦硯の年代は長岡京期から平安時代初期とされている。このことから被葬者は8世紀末から9世紀初頭に死去した公卿クラスの上級貴族であり、武官であったと考えられ、位置・年代・内容のどれをとっても坂上田村麻呂と一致する。現在では西野山古墓が墓所と推定されている。

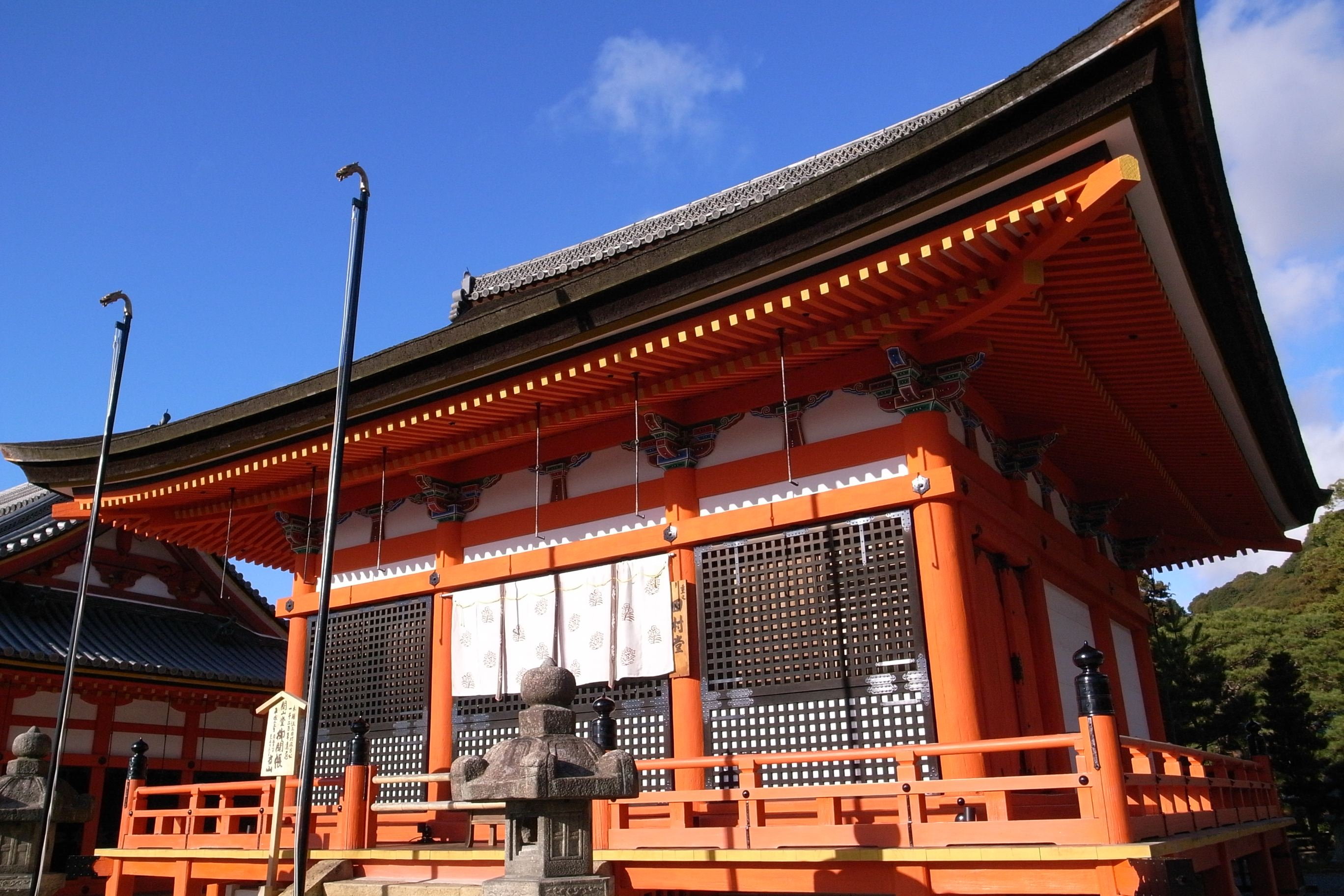
清水寺開山堂（田村堂）

京都市東山区の清水寺本堂近くにある「開山堂（田村堂）」では、清水寺創建の大本願として堂内中央の須弥檀上の厨子内に坂上田村麻呂公夫妻の像が祀られている。

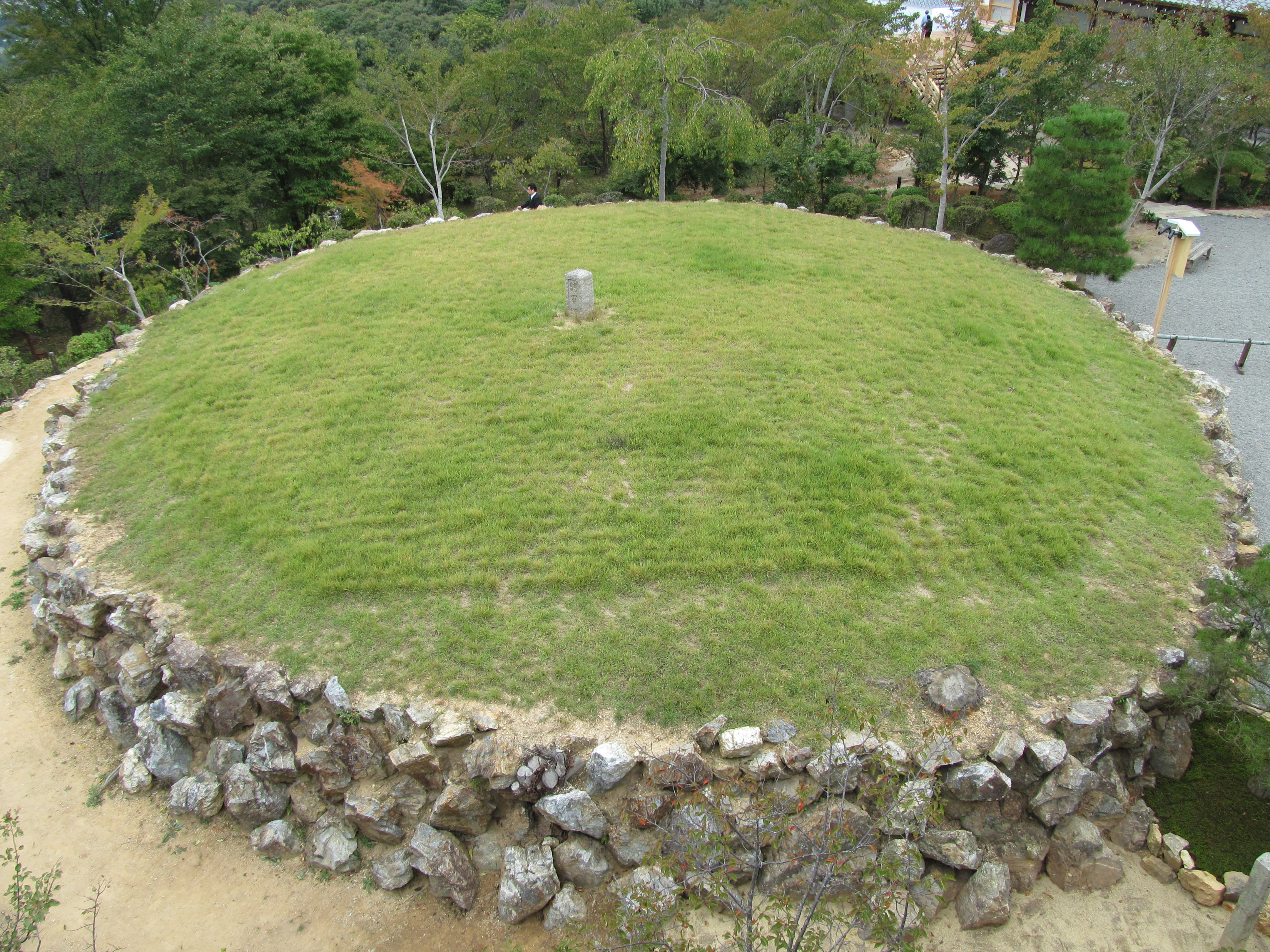
将軍塚

京都市東山区の東山にある「将軍塚」は、古墳時代の円墳3基からなる将軍塚古墳群のうち京を見下ろす東山の峰の華頂山に築かれた古墳であるが、いつごろからか王城鎮護の守護神とされた坂上田村麻呂のイメージが投影されて田村麻呂の塚墓と考えられ習合されるようになり、『田邑麻呂伝記』に記された国家に非常時があれば塚墓はあたかも鼓を打ち、あるいは雷電が鳴るとの田村麻呂の塚墓にまつわる伝説が、中世以降に田村麻呂の塚墓と混同や同一視された将軍塚にも将軍塚鳴動の伝承として付会された。
宮城県遠田郡涌谷町の箟峯寺と宮城県石巻市の零羊崎神社には、文化7年の坂上田村麻呂没後1000年の年忌に供養塔が建立されている。

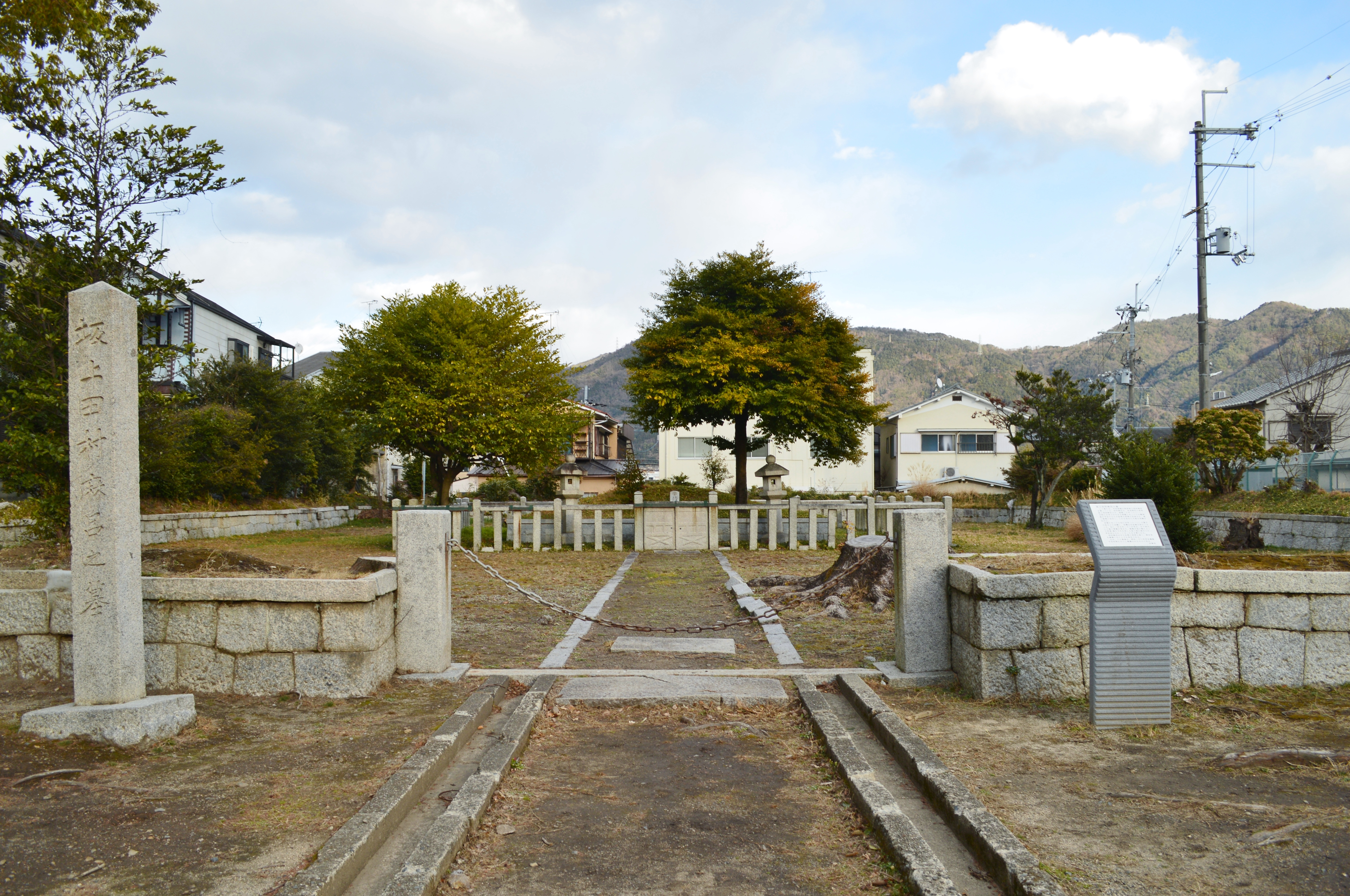
坂上田村麻呂公園の坂上田村麻呂之墓

京都市山科区の坂上田村麻呂公園内にある「坂上田村麻呂之墓」は、明治28年（1895年）の平安遷都千百年祭にさいし田村麻呂の墓として整備されたが、現在では栗栖野丘陵一帯に広がる中臣遺跡のひとつで中臣氏の有力者の墓と考えられている。墓碑には丸に抱き茗荷紋が刻まれている。

### 田村麻呂を祀る神社
- 玉川神社（北海道久遠郡せたな町）
- 一関八幡神社相殿田村神社（岩手県一関市）
  - 田村神社（旧一関城跡）
- 田村神社（岩手県滝沢市）
- 田村神社（宮城県白石市）
- 古四王神社境内田村神社（秋田県秋田市）
- 田村神社（秋田県横手市）
- 田村神社（福島県郡山市田村町山中）
- 住吉神社境内社坂上田村明神（長野県安曇野市）
- 田村神社（静岡県浜松市浜名区）
- 片山神社（三重県亀山市）
- 大馬神社（三重県熊野市）
- 田村神社（滋賀県甲賀市）
- 杭全神社境内田村社（大阪府大阪市平野区）
- 松尾神社（兵庫県宝塚市）
- 鈴鹿神社（和歌山県橋本市）
- 光三宝荒神社（和歌山県橋本市）
- 筑紫神社（福岡県筑紫野市）

## 坂上田村麻呂伝説

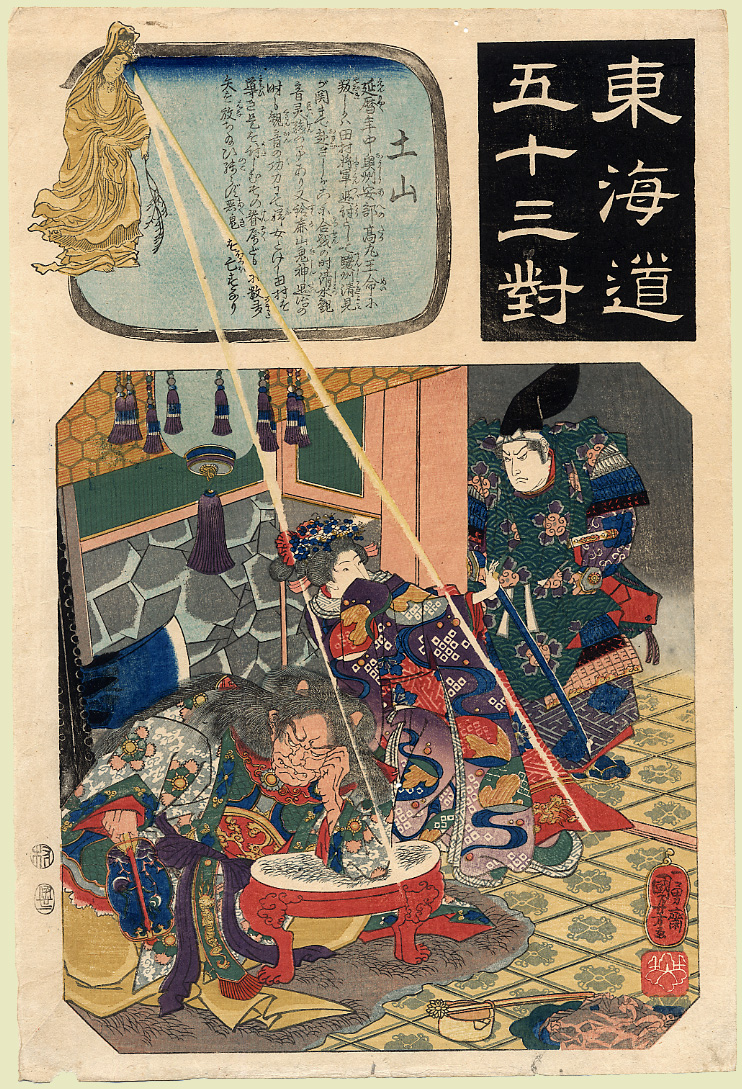
歌川国芳画『東海道五十三対 土山』左より鈴鹿山の鬼神、鈴鹿御前、坂上田村麻呂

坂上田村麻呂は民間伝承（フォークロア）の架空の英雄としても登場する。三重県・滋賀県にまたがる鈴鹿峠一帯に田村麻呂による鈴鹿山の鬼神討伐の足跡が数多く残されている。三重県亀山市にある片山神社は、江戸時代に刊行された『伊勢参宮名所図会』「鈴鹿山」で鈴鹿峠の鏡岩を挟んで伊勢側に鈴鹿神社、近江側に田村明神が描かれており、京と丹波の境に位置する愛宕山の勝軍地蔵菩薩同様に、鈴鹿山に田村将軍を祀ることで将軍地蔵とみなし、鈴鹿権現と一対になった塞の神信仰が古くから存在していた。滋賀県甲賀市には、鈴鹿山の悪鬼を平定した田村麻呂が残っていた矢を放って「この矢の功徳で万民の災いを防ごう。矢の落ちたところに自分を祀れ」と言われ、矢の落ちたところに本殿を建てたとされている田村神社、十一面観世音菩薩の石像を安置して鬼神討伐の祈願をした北向岩屋十一面観音、討伐した大嶽丸を手厚く埋葬したという首塚の残る善勝寺、鈴鹿山の山賊討伐の報恩のために堂宇を建立して毘沙門天を祀ったという櫟野寺がある。兵庫県加東市の播州清水寺には、聖者大悲観音の霊験により鈴鹿山の鬼神退治を遂げた報謝として佩刀騒速と副剣2振を奉納している。
東北地方では岩手県、宮城県、福島県を中心に多数分布する。大方は、田村麻呂が観音など特定の神仏の加護で蝦夷征討や鬼退治を果たし、感謝してその寺社を建立したというものである。伝承は田村麻呂が行ったと思われない地（青森県など）にも分布するが、京都市の清水寺を除いて、ほとんどすべてが後世の付託と考えられる。その他、田村麻呂が見つけた温泉、田村麻呂が休んだ石など様々に付会した物や地が多い。
東北地方の他に関東、中部、畿内、中国地方にまで及ぶ。縁起や伝説を持つ主な社寺として茨城県鹿嶋市鹿島神宮、那珂市上宮寺、城里町桂地区下野達谷窟、栃木県矢板市木幡神社、将軍塚、那須烏山市星宮神社 (那須烏山市)、新潟県十日町市松苧神社、大田原市那須神社、群馬県三国峠田村神社、埼玉県東松山市正法寺（岩殿観音）、長野県安曇野有明山、長野市松代町西条清水寺、若穂保科清水寺、諏訪市諏訪大社、山梨県富士吉田市冨士山下宮小室浅間神社、静岡県浜松市岩水寺や有玉神社、岡山県倉敷市児島由加神社などが挙げられる。
このように後世、田村麻呂にまつわる伝説が各地に作られ様々な物語を生んだ。室町時代初期、世阿弥作とされる勝修羅三番のひとつ能『田村』が成立、清水寺の縁起とともに田村麻呂が勢州鈴鹿の悪魔を鎮めたと語られ、室町時代中期から後期にかけて成立したお伽草子『鈴鹿の草子』や室町時代物語『田村の草子』などでは田村麻呂と鎮守府将軍・藤原利仁との融合や、鈴鹿御前（立烏帽子）の伝承が採り入れられており、近江国の悪事の高丸や鈴鹿山の大嶽丸を討伐する話になる。これらは江戸時代の東北地方に伝わって奥浄瑠璃の代表的演目『田村三代記』として語られた。

## 坂上田村麻呂を主題にした作品
小説
- 『陸奥甲冑記』 - 澤田ふじ子著。1981年。第3回吉川英治文学新人賞を受賞。
- 『火怨』 - 高橋克彦著。1999年。アテルイと坂上田村麻呂との戦いを、アテルイ・蝦夷の視点から描いている。第34回吉川英治文学賞を受賞。
- 『ブラック・トゥ・ザ・フューチャー 坂上田村麻呂伝』 - 左高例著・八つ森佳画。2017年。KADOKAWA。ISBN 978-4-04-734588-1

テレビドラマ
- 『火怨・北の英雄 アテルイ伝』（2013年、NHKBS時代劇、演：高嶋政宏）

漫画
- 『たむらまろさん』（漫画）作者「ユキムラ著」B's-LOG COMICS連載

## 関連資料
坂上田村麻呂が記録される資料
- 『続日本紀』
- 『日本後紀』 - 散逸度が高く、抄録しか残らない。
- 『類聚国史』
- 『日本紀略』 - 六国史の抜粋。『日本後紀』の散逸部分を知る助けになる。
- 『公卿補任』
- 『日本文徳天皇実録』

### 原典
1. ↑  『藤原保則伝』
2. 1 2 3  『公卿補任』弘仁二年条
3. ↑  『陸奥話記』
4. 1 2  『田邑麻呂伝記』
5. ↑  『坂上氏系図』
6. ↑  『続日本紀』宝亀三年四月年庚午（二十日）条
7. ↑  『日本後紀』弘仁二年五月壬子（十九日）条
8. ↑  『類聚国史』延暦十一年正月丙寅（十一日）条
9. ↑  『類聚国史』延暦十一年七月戊寅（二十五日）条
10. ↑  『類聚国史』延暦十一年十一月甲寅（三日）条
11. ↑  『日本紀略』延暦十二年六月甲寅（十三日）条
12. ↑  『日本紀略』延暦十三年十月丁卯（二十八日）条
13. ↑  『類聚国史』
14. ↑  『日本後紀』弘仁二年五月十九条日条
15. ↑  『日本紀略』
16. ↑  『日本紀略』宣命文
17. ↑  『日本紀略』延暦二十一年春正月甲子（七日）条
18. ↑  『日本紀略』延暦二十一年春正月丙寅（九日）条
19. ↑  『日本紀略』延暦二十一年春正月戊辰（十一日）条
20. ↑  『類聚国史』延暦二十一年四月十五日条
21. ↑  『日本紀略』延暦二十一年夏四月庚子（十五日）条
22. ↑  『日本紀略』延暦二十一年秋七月甲子（十日）条
23. ↑  『日本紀略』延暦二十一年秋七月己卯（二十五日）条
24. 1 2 3 4  『日本紀略』延暦二十一年八月丁酉（十三日）条
25. ↑  『扶桑略記』延暦二十四年条
26. ↑  『類聚三代格』
27. ↑  『日本文徳天皇実録』嘉祥三年四月癸酉（二日）条
28. 1 2  『日本後記』弘仁二年十月十七日条
29. ↑  『群書類従』田邑傳記
30. ↑  『平泉志』巻之下「坂上将軍」